# Arizona Diamondbacks
Arizona Diamondbacks (ofte kaldt D-Backs eller the Snakes) er et professionelt amerikansk baseballhold med hjemmebane i Phoenix, Arizona. De spiller i National League Western Division i Major League Baseball. Deres stadion hedder Chase Field.
Holdet er det yngste i Major League Baseball, idet det blev dannet i 1998 som et såkaldt expansion team for at udvide National League. Diamondbacks fik hurtigt succes, da de – anført af pitcherne Randy Johnson og Curt Schilling samt hitteren Luis Gonzalez – vandt deres division i 1999, 2001 og 2002, og det blev endvidere til en ligasejr og en World Series-titel i 2001. Efter et stort kollaps i 2004, hvor klubben tabte 111 kampe, og efterfølgende mere middelmådige år vendte D-Backs tilbage til førstepladsen i divisionen i 2007.
I 2007-sæsonen blev Diamondbacks det kun fjerde hold i baseballhistorien, der er gået videre til baseballslutspillet efter at have scoret færre runs, end de lod gå ind. Dette skyldtes i høj grad en god og klogt styret bullpen. Holdets offensiv lå statistisk set i bunden af ligaen, både med hensyn til runs, batting average og on base percentage, men pitchingstaben havde samlet set ligaens fjerdebedste earned run average (ERA). Diamondbacks tabte til Colorado Rockies i National League Championship Series, efter de havde besejret Chicago Cubs i Division Series.
Blandt holdets nuværende profiler kan nævnes pitcheren Brandon Webb, der vandt Cy Young-prisen i 2006, og outfielderen Eric Byrnes.